# جيل إيفانز (سياسي)
جيل إيفانز (بالإنجليزية: Jill Evans)‏ (و. 1959  م) هي سياسية بريطانية.

## مناصب
تولت منصب عضو في البرلمان الأوروبي (منذ 1 يوليو 2014)
- عضو في البرلمان الأوروبي (14 يوليو 2009–30 يونيو 2014)
- عضو في البرلمان الأوروبي (20 يوليو 2004–13 يوليو 2009)
- عضو في البرلمان الأوروبي (20 يوليو 1999–19 يوليو 2004).[3]

## التعليم
تعلمت في جامعة أبيريستويث، ويونيفيرسيتي اوف جلامورجان.